# Mouse on Mars
Mouse on Mars (МФА: [maʊs ɒn ˈmɑːz], рус. «мышь на Марсе») — немецкий музыкальный коллектив из Дюссельдорфа, работающий с 1993 года в различных направлениях электронной музыки. В их музыке обильно используются аналоговые электронные музыкальные инструменты, а иногда также живые инструменты, типичные для рок-музыки (гитары, бас, ударные). Основой группы является дуэт Энди Тома (Andy Toma, из Кёльна) и Яна Ст. Вернера (Jan St. Werner, из Дюссельдорфа), иногда к ним присоединяются другие музыканты.

## Сотрудничество
В конце 1990-х годов они продюсировали альбом «Time Pie» проекта Yamo бывшего участника Kraftwerk Вольфганга Флюра.
В 2007 году вышел альбом «Tromatic Reflexxions» — дебютный альбом объединения Mouse on Mars с лидером группы The Fall Марком Э. Смитом под названием Von Südenfed.

## Дискография

### Альбомы
- 1994 Vulvaland
- 1995 Iaora Tahiti
- 1997 Autoditacker
- 1997 Instrumentals
- 1998 Glam
- 2000 Niun Niggung
- 2001 Idiology
- 2004 Radical Connector
- 2005 live04
- 2006 Varcharz
- 2007 Tromatic Reflexxions (под названием Von Südenfed)
- 2012 Parastrophics (англ.)
- 2018 Dimensional People

### Синглы и EP
- 1994 Frosch
- 1995 Bib
- 1995 Saturday Night Worldcup Fieber
- 1997 Cache Coeur Naif
- 1997 Twift
- 1999 Pickly Dred Rhizzoms
- 1999 Distroia
- 1999 Diskdusk
- 2001 Actionist Respoke
- 2002 Do It
- 2002 Agit Itter It It
- 2005 Wipe That Sound
- 2012 They Know Your Name
- 2014 Spezmodia
- 2017 Synaptics EP